# 牛島辰熊
牛島 辰熊（うしじま たつくま、1904年（明治37年）3月10日 - 1985年（昭和60年）5月26日）は、日本の柔道家。段位は講道館柔道九段。大日本武徳会柔道教士。
明治神宮大会3連覇、昭和天覧試合準優勝。その圧倒的な強さと気の荒さから「鬼の牛島」と称された。柔道史上最強を謳われる木村政彦の師匠として有名だが、牛島自身も木村に負けぬ実績を持つ強豪であった。

## 来歴

### 古流柔術で命を賭けた稽古

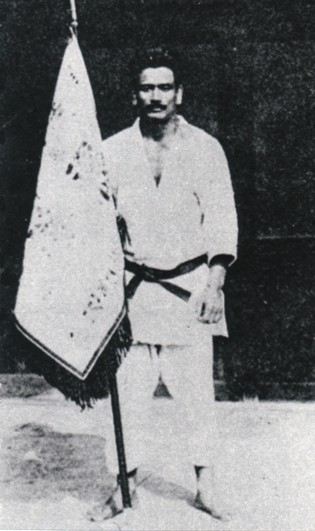
第2回全日本選士権を制し優勝旗を持つ牛島辰熊（1931年）

熊本県熊本市の製油業者の家に生まれる。元々は剣道を修行していたが、15歳の時に長兄の影響で肥後柔術三道場の一つ、扱心流江口道場に入門した。熊本では講道館柔道よりも、まだ古流柔術の方が盛んであった。
この肥後柔術三道場の対抗戦は、判定勝利はなく「参った」のみで勝負を決するもので、時には腰に短い木刀を差して試合をやり、投げて組み伏せ、最後は木刀で相手の首を掻き斬る動作をして一本勝ちとなるルールでも戦った。これら古流柔術は柔（やわら）をあくまで武士の戦場での殺人武術だと位置づけていた。
まだ全日本選士権がない頃、実質的な日本一決定戦だった明治神宮大会を1925年から3連覇した。

### 第1回天覧試合で惜敗し準優勝
1929年に開かれた第1回天覧試合では予選リーグを得意の寝技でオール一本勝ち、決勝を武道専門学校教授の栗原民雄（後の十段）と争い、25分の激闘の末、惜しくも判定で敗れる。
天覧試合は毎年開催されるものではなく、皇室の記念行事なのでいつ次の天覧試合が開かれるか分からないため、牛島は次に開催される天覧試合の雪辱を期し上京、皇宮警察、警視庁、東京商科大学（現・一橋大学）、学習院、拓殖大学の師範となった。
そしてこの年の夏から東京での更なる猛稽古が始まった。あちこちに出稽古に回り、1日最低でも40本の乱取りをこなした。稽古後は消耗して階段も昇れず、食事は粥しか喉を通らない。朝起きると手の指が固く縮こまって開かず、湯につけて暖めながら少しずつ伸ばすほどの凄まじい稽古量をこなしたという。

### 当時最強の柔道家

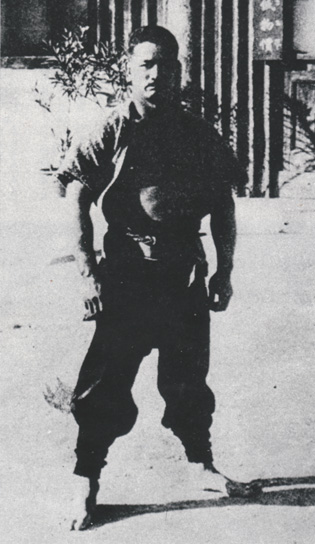
引退の7年後、北京で中国相撲の王者に異種格闘技戦を挑みこれを破った（1941年）

これらの激しい稽古でさらに実力を伸ばし、全日本選士権ができてからも第1回大会（1930年）こそ東京府予選の決勝で曽根幸蔵の大外刈に苦杯を嘗めたものの、本大会出場を果たした第2回（1931年）・第3回（1932年）大会では連覇を達成。先の明治神宮大会と合わせ、現在で言えば全日本選手権を5度制した事になる、この時代を代表する最強の柔道家だった。
1934年、皇太子生誕記念の第2回天覧試合に出場。予選リーグで遠藤清に勝ったが菊池揚二と大谷晃に敗れ、リーグ敗退した。この時の牛島の敗戦は肝吸虫により体が衰弱しきっていた事が原因だったという。
「負けは死と同義」と公言していた牛島は即引退し、その後は私塾「牛島塾」を開いて木村政彦、船山辰幸、甲斐利之、平野時男らを育てる名伯楽となった。

## 人物

### 柔道スタイル
得意技は内股、背負い投げ、横四方固。特に寝技を得意とした。
当時、高専大会で連覇を続けていた高専柔道の強豪・旧制第六高等学校に通ってその寝技技術を磨いた。「柔道はあくまで武術である。武士が戦場で刀折れ矢尽きたあとは、最後は寝技によって生死を決するのだ」と語ったとされる。

### 鬼の牛島
その柔道の荒々しさ、性格の豪放さは語り草で、「鬼の牛島」「不敗の牛島」と謳われ、対戦相手からは「猛虎」と恐れられた。鷲のような鋭い眼光で、睨まれるだけで射すくめられたという。
朝は60kgあるローラーを牽きながら走り込み、夜は裸で大石を抱え上げて筋肉を鍛えた。さらに茶の葉を噛んで自身を奮い立たせ、大木に体当たりを繰り返した。そして仕上げはその大木に帯を縛り付けて背負い投げ千本の打ち込みをした。
試合前夜にはスッポンの血を飲み、当日はマムシの粉を口に含んで試合場に上がる。開始の合図と同時に突進して相手に躍りかかり、徹頭徹尾、攻めて攻めて攻め続ける。この攻撃精神が牛島柔道の信条であり、愛弟子の木村政彦にも受け継がれている。
1934年の皇太子生誕記念天覧試合では試合前から肝吸虫に体を冒され、体重が9kgも減って歩く事すらままならない状態だったが、精神力でカバーするために洞窟に籠もって1カ月間そこで坐禅し、宮本武蔵の『五輪書』を朗唱して試合に備えた。体が動かぬのを精神で補おうという決意であったが、結局牛島は敗れてしまった。この病気さえなければ間違いなく優勝は彼だったとも言われている。

### 木村政彦の師として

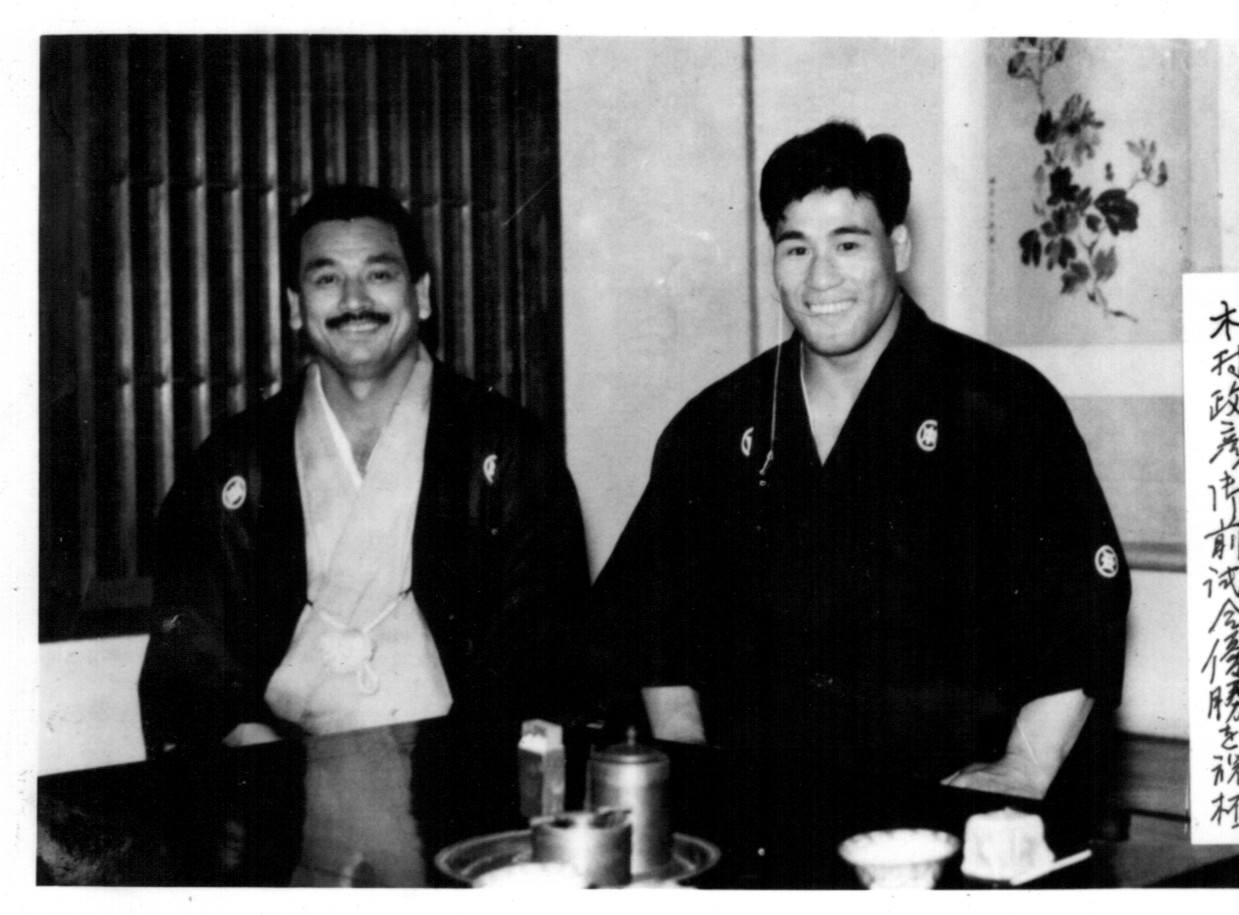
牛島辰熊と木村政彦

牛島は自身が叶えられなかった天覧試合制覇を制すために有望な選手を探す。見つけたのが母校の旧制鎮西中学校の後輩木村政彦であった。
木村を拓殖大学予科に引っぱり自宅で衣食住の面倒をみながら激しい稽古をつけ、不世出の柔道王・木村政彦を育てた。
1940年の第3回天覧試合に向けて、木村は毎日10時間をこえる稽古を繰り返し、牛島も木村の優勝を願って毎夜水垢離をして、牛島の悲願であった天覧試合制覇がなされた。その激しい師弟愛は「師弟の鑑」と賞賛された。
「鬼の木村」の称号は、師匠牛島から受け継がれたもので、牛島も一度は戦後に路頭に迷った柔道家の受け皿として自身が設立したプロ柔道を飛び出してプロレスラーに転身した木村と決別していたが、結局は木村の事を晩年まで気に掛けていた。“昭和の巌流島”と呼ばれた木村と力道山との戦いでは、木村が敗れると真っ先にリングに駆け上がり、また、会場を去る木村に寄り添う牛島の映像が残されている。妻や娘に「なぜあの時リングに上がったのですか」と聞かれ、「木村の骨を拾えるのは俺しかいない」と目を潤ませながら語った。

### 東條英機暗殺計画
思想家としての顔も持ち、戦中、石原莞爾、加藤完治、浅原健三らと交遊を持つ。
牛島と木村政彦は東條英機暗殺、東條内閣打倒を企てた陸軍の津野田知重少佐の計画に参加する。これには石原莞爾も大いに賛同する。計画は、東條が乗っているオープンカーに向けて、皇居二重橋前の松の樹上から青酸ガス爆弾を投げ付けて東條を暗殺するというものであった。しかし、賛同していた三笠宮崇仁親王に津野田が計画の詳細を打ち明けたところ、東條の暗殺までは容認できなかった三笠宮が憲兵隊に通報したため津野田と牛島は逮捕された。両名は軍法会議によって裁かれたが、結審が東條内閣崩壊後である1945年3月であったため、津野田は陸軍から免官のうえ、禁固5年、執行猶予2年で釈放。牛島は不起訴。石原は軍法会議に召喚されて始末書の提出のみで終わった。
後に空手家の大山倍達が牛島を慕うようになる。

### プロ柔道旗揚げ
戦後、東亜聯盟の役員のため公職追放となる。牛島は、GHQによる武道禁止で武道が廃れていくのを嘆き、柔道家が生活できる基盤をつくるために1950年、弟子の木村らとともに国際柔道協会（いわゆるプロ柔道）を旗揚げするも、興行はうまくゆかず同年解散。木村はプロレスラーの道を選び、袂を分かった。
晩年もその力は衰えることはなく、50歳を越えた牛島が寝技の出稽古で明治大学柔道部に赴いた際も、同大学のエース的存在であった神永昭夫を子供扱いしたといわれる。
亡くなる前年の1984年に講道館100周年を記念して九段に昇段したが、柔道殿堂においても十分な実績を残していることからすれば、実質的な最高段位である十段に昇っても不思議はなかったという声もある。